# 高春育

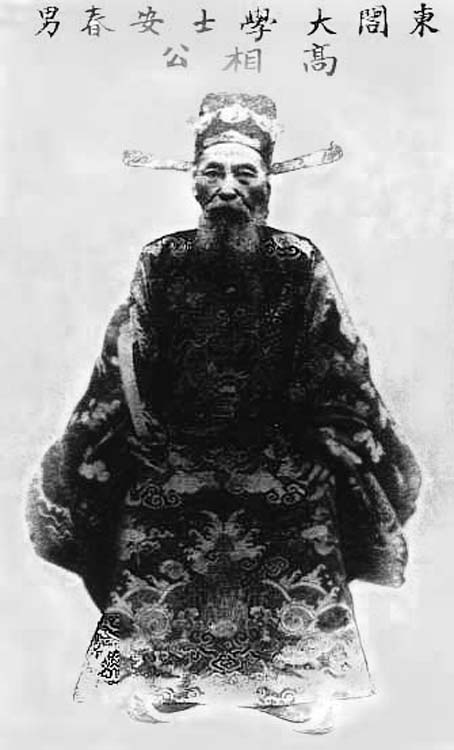
高春育

高春育（越南语：／；1843年—1923年），字子發（越南语：／），號古驩龍崗（越南语：／）、古驩東高龍崗（／），越南阮朝末期政治家、歷史學家。

## 生平
高春育是乂安省演州府東城縣高舍總高舍社盛慶村（乂安省演州縣演盛社）人，紹治三年（1843年）出生。嗣德二十九年（1876年），參加丙子科乂安場鄉試，考中舉人。次年任廣義候補，1880年，任平山知縣。1881年，任刑部司務，後陞主事。1882年至1883年任應和知府。嗣德三十六年（1883年），任刑部辦理。1884年底調任河內按察使。翌年升河內布政使。
成泰初年，權北圻經略大使陳劉惠致事，北圻欽差大臣黃高啟想繼任北圻經略大使一職，要求北圻官員為他上書求職。當時越南剛剛成為法國殖民地，北圻和中圻朝廷分離，北圻經略大使為阮朝朝廷在北圻最高官職，統轄整個北圻，權力極大，法國人稱之為“副王”。高春育拒絕在奏疏上署名，聲稱：「天無二日，國無兩王，臣高春育不可記」。
成泰元年（1889年），高春育調任興安巡撫。不久升山興宣總督。成泰五年（1893年），受封安春男。成泰六年（1894年），為河南場鄉試主考官。成泰八年（1896年），調任定寧總督。成泰十年（1898年），升協辦大學士，充國史館副總裁。成泰十三年（1901年），兼管國子監。成泰十五年（1903年），國史館升總裁。
維新元年（1907年）九月，新設學部，以高春育為學部尚書，充輔政大臣，仍任協辦大學士，領國史館總裁。維新二年（1908年）正月，加太子少保。維新五年（1911年）正月，晉封安春子。維新六年（1912年）七月，法國政府嘉獎高春育，贈他一面法國榮譽軍團勳章軍官勳位（四項北斗佩星）。維新七年（1913年）九月，升授東閣大學士致事。
啟定八年（1923年）四月，高春育逝世，壽八十一歲，追贈少保。

## 家庭
高春育共有妻妾七人，生有八子十二女。
- 潘氏婕（Phan Thị Tiệp），乂安演州人，生1子3女
- 潘氏钊（Phan Thị Chiêu），乂安演州人，无子女
- 张氏柳（Trương Thị Liễu），乂安演州人，生1子
- 吴氏贞（Ngô Thị Trinh），河东青威人，生1子1女
- 黎氏汝（Lê Thị Nhữ；？－1927年），海阳锦江人，生3女
- 黎氏性（Lê Thị Tính；？－1948年），河东青池人，生1子3女
- 黎氏怡（Lê Thị Di），生4子2女

### 子
- 長子高春肖，母潘氏婕，成泰七年（1895年）乙未科副榜，後在禮部、戶部擔任尚書之職
- 次子高春瑰（Cao Xuân Khôi；？－1955年），母張氏柳，教師
- 三子高春腔（1889年－1930年），母吳氏貞，維新三年（1909年）己卯科承天場舉人，保大初年曾任机密院商佐，妻阮氏環（Nguyễn Thị Hoàn；1892年－1926年）是尚書、安壽男阮有纘之女；繼妻胡氏荇（Hồ Thị Hạnh；1905年－1997年）是慶美郡公胡得忠之女
- 四子高春樹（1899年－1952年），母黎氏性，啟定三年（1918年）戊午科乂安場舉人，曾任石城、永祿、峨山知縣，升平、濰川、永靈知府，繼室何氏清海（Hà Thị Thanh Hải；1900年－1961年）是協佐大學士何叔恂之女
- 五子高春台（Cao Xuân Đài；？－1953年），母黎氏怡，翰林院著作
- 六子高春錦（Cao Xuân Cẩm；1906年－1981年），母黎氏怡，醫生，原配黃氏比（Hoàng Thị Tỵ；1905年－？）是協佐大學士黃孟致之女
- 七子高春彩（Cao Xuân Thể；1910年－1931年），母黎氏怡，學習藥學
- 八子高春慧（Cao Xuân Tuệ；1913年－？），母黎氏怡，學習藥學，後入籍法國，妻子是意大利人Romani Dominique

### 女
- 長女高氏璧（Cao Thị Bích；1864年－1949年），母潘氏婕，嫁鄧文瑞，成泰十六年（1904年）甲辰科庭元
- 次女高氏贯（Cao Thị Quán），母潘氏婕，嫁阮春温之子阮春治
- 三女高氏和（Cao Thị Hòa；1878年－1970年），别号玉英，母潘氏婕，越南近代著名女詩人，嫁輔政大臣阮仲合之子阮維𤫉為繼室
- 四女高氏荃（Cao Thị Thuyên；1882年－1954年），母吳氏貞，嫁黃增賁，維新四年（1910年）庚戌科副榜，子黄明鉴（英语：Hoàng Minh Giám）曾任越南外交部长
- 五女高氏珍（Cao Thị Trâm；1887年－1971年），母黎氏汝，嫁黎春梅，維新四年（1910年）庚戌科副榜
- 六女高氏釵（Cao Thị Soa；1888年－1978年），母黎氏汝，嫁武文執，成泰九年（1897年）丁酉科乂安場舉人
- 七女高氏艷（Cao Thị Diệm；1895年－1977年），母黎氏性，嫁經濟部尚書張如嵿
- 八女高氏銀（Cao Thị Ngân；1901年－1981年），母黎氏汝，嫁阮有恭（Nguyễn Hữu Cung；1899年－1993年），巡撫阮有得之子，曾任司法知縣，仕至巡撫銜；1954年自北越前往順化任法官，1975年舉家遷居加拿大
- 九女高氏朵（Cao Thị Đóa；1908年－1975年），母黎氏性，第一任丈夫阮有福（Nguyễn Hữu Phúc），巡撫阮有得之子；第二任丈夫蔡九（Thái Cửu）是一名教授
- 十女高氏蕊（Cao Thị Nhụy；1910年－2004年），母黎氏性，第一任丈夫阮功勛（Nguyễn Công Huân；？－1931年）是一名醫生；第二任丈夫遠棣（Viễn Đệ）出自阮朝宗室第一正系，父親是布政使瞻沏，兩人後來離婚；第三任丈夫黎文明（Lê Văn Minh；1901年－1984年）是商業家，1975年舉家遷居澳大利亞
- 十一女高氏敬（Cao Thị Kính），母黎氏怡
- 十二女高氏春惜（Cao Thị Xuân Tích；1914年－1947年），母黎氏怡，嫁陳文詩（Trần Văn Thi；？－1946年）

## 著作
高春育著述頗豐。在擔任國史館總裁期間，高春育主持編修《大南實錄》、《大南一統志》（維新本）、《國朝史撮要》、《國朝律例撮要》、《國朝科榜錄》、《國朝鄉科錄》等書。個人編纂了《人世須知》、《龍崗文對》等書。

## 影響
高春育對近代越南的文學和文化貢獻很大。今日胡志明市有一條街被命名為高春育街。